# 램버스 대학교
램버스 대학교(Lambuth University)는 미국 테네시주 잭슨에 있었던 4년제 사립 대학교였다.

## 역사
MCFI(Memphis Conference Female Institut)라는 학원으로 1843년 첫 개교되었으며 이후 오랜 전통의 유구한 역사를 자랑하는 기독교 계열의 연합 감리 교회(United Methodist Church) 사립 대학으로서  선교사 월터 러셀 램버스(Walter Russell Lambuth)를 기리는 이름으로 램버스 대학교(Lambuth University)라고 명명하였으며 이후 전통과 명맥을 어어오다 개교 이래 168년 되던 해였던 2011년에  폐교조치 처분이 처리되었다. 이는 수년간의 재정적 어려움 끝에 SACS(Southern Association of Colleges and Schools)가 2011년에 램버스 대학교(Lambuth University)의 재인증을 갱신하지 않기로 한 결정에 따른다. 재정 문제와 인증 문제로 인해 이사회는 2011년 4월에 2개월 후 운영을 중단하기로 결정했다. 최종조치는 2011년 4월 30일에 진행됐다.

## 캠퍼스
램버스 대학교의 물리적 캠퍼스는 공립대학교인 멤피스 대학교의 일부가 되었다.

## 모토
Whatsoever Things Are True
일어난것은 사실이다.